# Tondiktarna
Tondiktarna är en finlandssvensk, nationellt och även nordiskt verksam ideell förening, grundad 1990 och med säte i Oravais, med syfte att befrämja tillkomsten av ny svenskspråkig vis- och sånglyrik. 
Föreningen, vars medlemmar främst består av icke-professionella entusiaster, sammanför skriftställare och tonsättare samt även andra intresserade. Till verksamheten hör att arrangera skrivarkurser, visaftnar och kompositionstävlingar. Därtill ger föreningen lektörtjänster till medlemmarna samt har på eget förlag utgett bland annat diktantologier och sångböcker. Föreningen hade 2006 omkring 160 medlemmar.